# Lotto Sport Italia NRFL Division 1
La Lotto Sport Italia NRFL Division 1 (conocida así por razones de patrocinio, también llamada Northern League Division 2) es la segunda división en la pirámide de la Federación de Fútbol de Auckland. Está compuesta por 11 equipos, de los cuales dos ascienden por año a la Northern League y la misma cantidad desciende a la Lotto Sport Italia NRFL Division 2.

## Equipos temporada 2021
| Equipo                | Estadio                 | Capacidad | Notas                                          |
| --------------------- | ----------------------- | --------- | ---------------------------------------------- |
| Ellerslie AFC         | Michaels Avenue Reserve |           |                                                |
| Albany FC             | Riverhills Domain       | 1000      | Ascendido de la NRFL Division 2 (campeón 2017) |
| East coast Bay        | Stanmore Bay Park       |           |                                                |
| Manurewa AFC          | Memorial Park           |           | Descendido de la Northern League               |
| Takapuna              | Gower Park              |           |                                                |
| Mount Albert-Ponsonby | Anderson Park           |           |                                                |
| Metro FC              | Allen Hill Stadium      |           |                                                |
| Bucklands Beach       | Parrs Park              |           |                                                |
| Tauranga City United  | Links Avenue            |           |                                                |
| Waiheke United        | Onetangi Sports Park    |           | Ascendido de la NRFL Division 2                |
| Waitemata AFC         | McLeod Park             |           |                                                |

## Palmarés

### NRFL Division 1
2017 - Western Springs
2016 - Waitakere City
2015 - Forest Hill Milford
2014 - Western Springs
2013 - Glenfield Rovers
2012 - Birkenhead United
2011 - Eastern Suburbs
2010 - División 1A: Hamilton Wanderers División 2B: Onehunga Sports
2009 -
2008 - Manurewa AFC

## Títulos por equipo
| Equipo              | Títulos | Años campeón |
| ------------------- | ------- | ------------ |
| Western Springs     | 2       | 2014, 2017   |
| Waitakere City      | 1       | 2016         |
| Forest Hill Milford | 1       | 2015         |
| Glenfield Rovers    | 1       | 2013         |
| Birkenhead United   | 1       | 2012         |
| Eastern Suburbs     | 1       | 2011         |
| Hamilton Wanderers  | 1       | 2010         |
| Manurewa AFC        | 1       | 2008         |